# Denisa Grossmanová
Denisa Grossmanová (* 18. dubna 1993 Praha) je česká modelka. Pochází z Prahy. Zde také studuje na všeobecném gymnáziu, kde bude v roce 2013 maturovat. Ovládá angličtinu a němčinu. Od dětství se věnovala aktivně závodnímu tenisu.

## Soutěže Miss
V roce 2012 se přihlásila do soutěže krásy Miss Junior a stala se Miss Junior Sympatie. V roce 2013 se zúčastnila České Miss a probojovala se až do finále.